# Giffers
Giffers (en francés Chevrilles) es una comuna suiza del cantón de Friburgo, situada en el distrito de Sense. Limita al norte con la comuna de Tentlingen, al este con Rechthalten y Plaffeien, al sureste con Plasselb, y al sur y suroeste con Sankt Silvester.

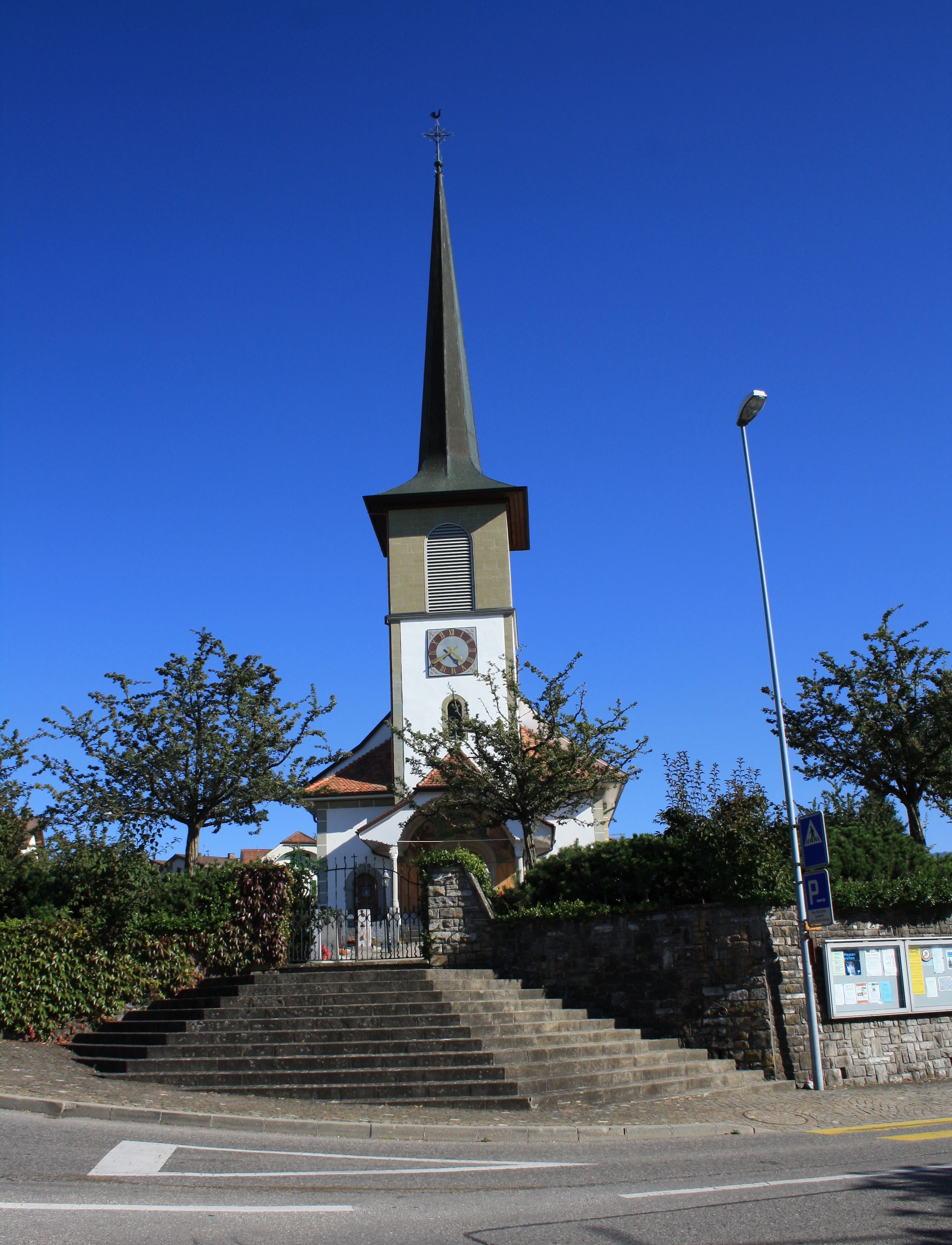